# Pushpamala N.
Pushpamala N., née en 1956, est une artiste multidisciplinaire basée à Bangalore en Inde. Elle pratique la photographie conceptuelle, peinture, performance et sculpture.

## Biographie et éducation
Pushpamala N. naît à Bangalore, dans l’État de Karnataka, dans la partie sud de l’Inde. En 1977, après de premières études universitaires dans d’autres domaines à l’université de Bangalore, elle s’intéresse à la création artistique en travaillant avec un autre artiste, Balan Nambiar. Elle étudie ensuite la sculpture à la faculté des Beaux-Arts de l'université Maharaja Sayajirao de Baroda (en), avec d’autres artistes tels que Raghav Kaneria, Bhupen Khakhar (en) ou encore K.G. Subramanyan (en). À ce moment, elle trouve un mode d’expression qui lui convient: « faire des sculptures m’impressionnait mais je me souviens qu'une fois, quand j'étais coincée, mon professeur Raghav Kaneria m'a suggéré de transformer mes dessins amusants en sculptures et ça a marché. C'est ainsi que j'ai réalisé mes premières sculptures de femmes en plâtre peint, très humoristiques, et j'ai continué à utiliser l'esprit et l'humour dans mon travail »,.

## Carrière
Après sa formation, l'artiste se concentre sur la sculpture. Elle travaille principalement avec de la terre cuite et du papier mâché. Sa première exposition a eu lieu en 1983 à la Venkatappa Art Gallery, à Bangalore. Elle expose ensuite ses sculptures dans différents lieux tels que New Delhi, Bombay et Bangkok. Elle participe d'ailleurs à l'exposition historique Seven Young Sculptors, présentée à New Delhi en 1985.
En décembre 1992 a lieu la destruction de Babri Masjid, un conflit intercommunautaire entre musulmans et hindous. La violence qui s'ensuit − en particulier les émeutes de Bombay de 1992 et 1993 − inspirent chez l'artiste son œuvre Excavations, créée à partir de déchets., Celle-ci est exposée à la galerie Chemould à Bombay en 1994.
C'est en 1995 que Pushpamala N. choisit la photographie afin d'explorer son intérêt pour la figuration narrative. Son travail a été décrit comme étant des performances photographiques car elle est très souvent le sujet de ses oeuvres.
Elle a été qualifiée comme l'« artiste-iconoclaste la plus divertissante de l'art indien contemporain » utilisant dans ses créations des éléments de culture populaire afin d'explorer les lieux, les genres, et l’histoire. Lorsqu’elle s'est installée dans le quartier du Marais de Paris durant l’automne 2005, elle s'est intéressée aux quartiers centraux de Paris, plus précisément à leur évolution vers la fin du XVIe siècle au début du XXIe siècle. L'immeuble dans lequel elle s'est logée correspondait à une partie des communs de l'ancien hôtel de Gabrielle d'Estrées. Au cours de ce voyage, l'artiste lit un récit sur les guerres de Religion en France et le massacre de la Saint-Barthélemy puis réalise un film en noir et blanc créant une atmosphère entre le polar et le roman-photo. Elle y interprète tous les rôles féminins grâce à différents costumes et parodie également, dans une chapelle parisienne, une scène du film Da Vinci Code − un des blockbuster de l’époque.
En France, ses œuvres sont présentes dans plusieurs expositions collectives portant sur l’art contemporain en Inde, telle que Paris-Delhi-Bombay... au musée Beaubourg en 2011.

## Prix
Pushpamala N. a reçu de nombreuses distinctions honorifiques telles que le National Film Award en 1984 et la bourse Charles Wallace Trust en 1992-1993.

## Œuvres
Native Women of South India: Manners and Customs (2000-2004), réalisée en collaboration avec Clare Arni, est une série de photographies basée sur les représentations des femmes dans l'art indien traditionnel, les images coloniales britanniques et la production plus récente de stéréotypes féminins dans la culture visuelle contemporaine. Ce projet est divisé en quatre parties thématiques: The Native Types, The Ethnographic Series, The Popular Series, The Process Series. Avec celles-ci, Pushpamala N. tente de représenter différents genres photographiques. Pour y arriver, elle se réfère à plusieurs sources telles que la peinture miniature du XVIe siècle, la photographie coloniale et journalistique ainsi que le cinéma régional.
Bombay Photo Studio (2003) est une série de photographies conceptuelles réalisée en collaboration avec le photographe JH Thakker. Avec ce projet, Pushpamala N. avait l'intention d'explorer un courant qu'elle considère comme étant oublié dans l'histoire de la photographie en Inde: les portraits classiques des célébrités Bollywoodiennes au courant des années 1950 où la fantaisie et la narration dépassent le réalisme. L'artiste est elle-même le sujet de ces réalisations; grâce aux costumes, elle incarne différents stéréotypes cinématographiques de personnages féminins qui lui permet de jouer les neuf émotions et expressions humaines essentielles des Sanskrits rasas traditionnels: le dégoût (bibhatsa), l'émerveillement (adbhuta), l'amour (shringara), la peur (bhayanaka), la sérénité (shanta), la colère (roudra), le courage (veera), le rire (hasya) et la compassion (karuna). 